# Gutshot Straight
Gutshot Straight (Jogo da Morte) é um filme estadunidense de 2014, dirigido por Justin Steele e estrelado por George Eads, AnnaLynne McCord, Stephen Lang, Ted Levine, Steven Seagal e Vinnie Jones.

## Sinopse
Jack (George Eads) é um malandro apostador que está com dívidas até o pescoço. Buscando maneiras de fazer dinheiro rápido para pagar todas as pendências e afastar o perigo que paira sobre sua vida. Quando um magnata de Las Vegas aparece oferecendo um bom acordo, Jack não pensa duas vezes e aceita. No entanto, o acordo acabará colocando a vida de Jack em um perigo ainda maior.

## Elenco
- George Eads - Jack
- AnnaLynne McCord - May
- Stephen Lang - Duffy
- Steven Seagal - Paulie Trunks
- Tia Carrere - Leanne
- Vinnie Jones - Carl
- Ted Levine - Lewis
- Fiona Dourif - Gina
- Elsie Fisher - Stephanie (as Elsie Kate Fisher)
- John Lewis - Nico
- Daniel Aldema - Forrest
- Mark D. Espinoza as Schmidt
- Loni Love - Sr. Love
- Katie Lanigan - Stace
- John Rushing - Pete